# Алмазная биржа Израиля
Алмазная биржа Израиля (англ. Israel Diamond Exchange) — государственная компания, предоставляющая услуги, связанные с обработкой алмазов и торговлей бриллиантами. Расположена в комплексе из 4 зданий, расположенных в Рамат-Гане (Израиль). В ассоциацию входит более 2,8 тыс. участников.
В одном из зданий биржи находится Музей алмазов Гарри Оппенгеймера.

## История
Датой образования Алмазной Биржи Израиля принято считать 8 декабря 1937 года, в этот день была создана первая коммерческая организация по торговле бриллиантами на территории будущего Израиля — Алмазный Клуб Палестины. Члены клуба занимались как торговлей крупными бриллиантами, так и украшениями. Располагалась организация в доме Акивы Ари Вайса на улице Герцель 2, в городе Герцлия, и занимала одну небольшую комнату. Также в этом году был открыт первый завод по огранке алмазов в городе Петах Тиква.
Развитие алмазной отрасли в Израиле обусловлено дружественной политикой государства по отношению к израильской алмазной промышленности: отсутствие пошлин на ввоз и вывоз алмазного сырья ювелирного качества и бриллиантов (для сравнения, импорт в Россию необработанных алмазов ювелирного качества и бриллиантов облагается пошлиной в размере 30 %), льготное кредитование отрасли вообще и частных компаний в частности, лоббирование их интересов на международном уровне, большое количество огранных фабрик и наличие одной из 5 мировых алмазных бирж. Израиль — один из крупнейших в мире оптовых центров по торговле, как бриллиантами, так и сырьевыми алмазами, где осуществляется строгий мониторинг деятельности огранных предприятий, дилерских офисов, консультационных фирм и ювелирных магазинов.
Алмазная промышленность в XXI веке, вплоть до сентября 2008 года, демонстрировала стабильный и уверенный рост. В августе 2008 года цены на бриллианты достигли своего пикового значения. Но все-таки это не помешало избежать спада производства из-за мирового финансового кризиса. Оптовые цены на бриллианты снизились до 25 %, наблюдается общий спад добычи и обработки алмазов в мире. De Beers вынуждена была ввести ограничение на добычу сырьевых алмазов, с целью сохранения цен на бриллианты. Но несмотря на общий спад алмазной промышленности в мире, в феврале 2009 года Израиль стал лидирующим поставщиком бриллиантов на мировой рынок. Несмотря на снижение объёмов мировой торговли бриллиантами, объём экспорта бриллиантов Израиля был наибольшим в мире и достиг в феврале 119,6 млн долларов США. Следующими после Израиля в рейтинге лидирующих поставщиков бриллиантов находятся Индия (объём экспорта достиг 106,4 млн долларов), Бельгия (74,1 млн долларов США) и ЮАР (65,2 млн долларов США). Несмотря на то, что данные экспорта являются положительными, падение по сравнению с аналогичным периодом прошлого года отражает негативное воздействие экономического кризиса. Особенно четко это прослеживается по статистическим данным импорта США в феврале 2009: падение импорта составило 45,6 % по объёмам и 53 % в стоимостном выражении, по сравнению с аналогичным периодом 2008 года.